# Langohr-Lappenfledermaus

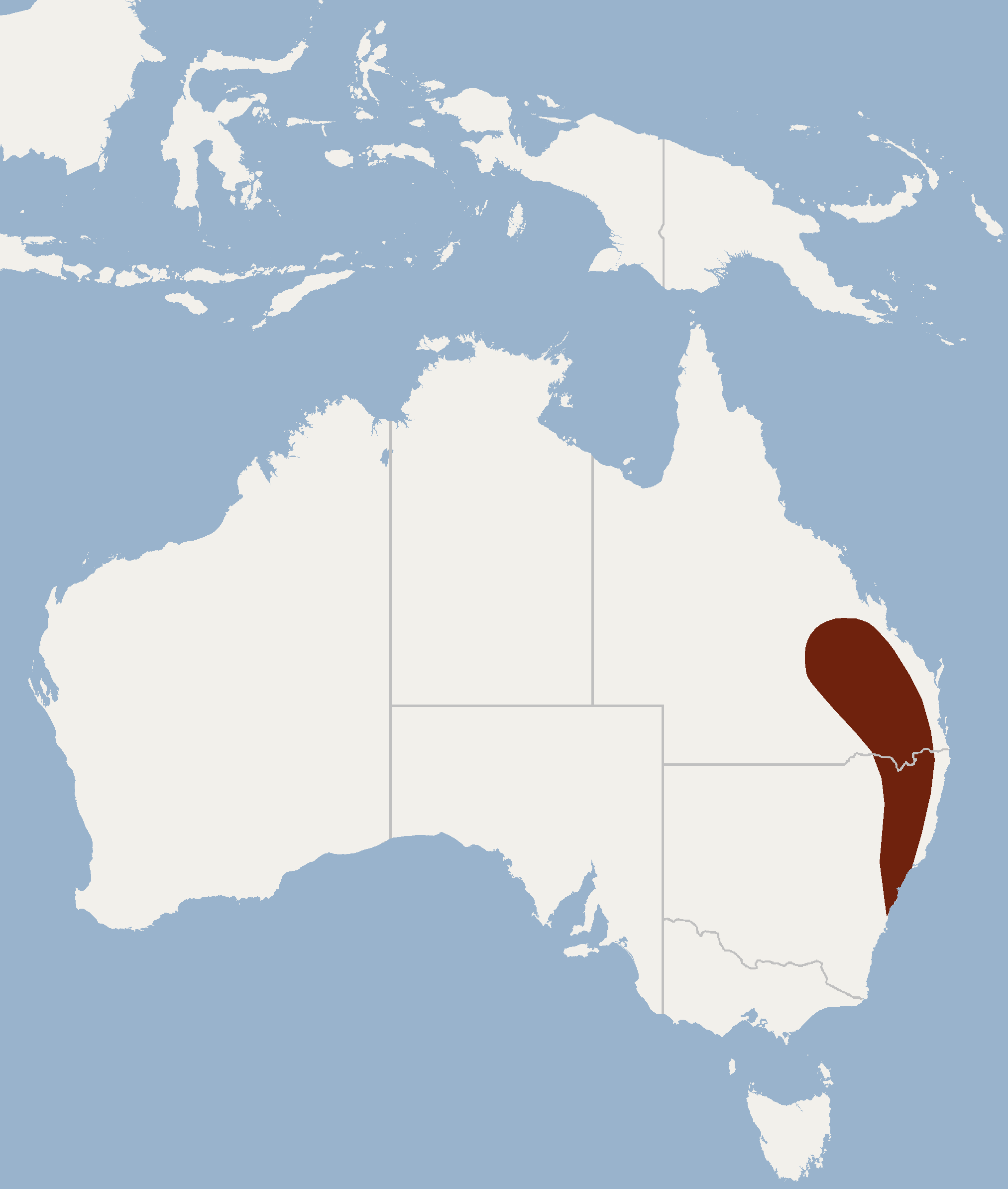
Grobe Skizze des Verbreitungsgebiets

Die Langohr-Lappenfledermaus (Chalinolobus dwyeri) ist ein im östlichen Australien verbreitetes Fledertier in der Familie der Glattnasen.
Der Artzusatz im wissenschaftlichen Namen ehrt den neuseeländischen Zoologen Peter David Dwyer.

## Merkmale
Diese Fledermaus erreicht eine Kopf-Rumpf-Länge von 43 bis 56 mm, eine Schwanzlänge von 34 bis 50 mm sowie ein Gewicht von 5,5 bis 12,2 g. Sie hat 37 bis 45 mm lange Unterarme und 12 bis 18 mm lange Ohren. Drüsen unter den Ohren sind als Schwellungen seitlich der Schnauze sichtbar. Die Oberseite ist mit schwarzem Fell bedeckt und unterseits kommt braunschwarzes Fell vor. An der Grenze zu den Flügeln befindet sich ein weißes Band, das ein V bildet. Wie der deutsche Name andeutet, sind die Ohren und der Tragus im Verhältnis zum Kopf auffällig groß. Bei der Langohr-Lappenfledermaus liegt der Schwanz vollständig in der Schwanzflughaut. Der Fersensporn (Calcar) endet mittig zwischen Ferse und Schwanz. Wie bei anderen Lappenfledermäusen lautet die Zahnformel I 2/3, C 1/1, P 2/2, M 3/3, was 34 Zähne im Gebiss ergibt.

## Verbreitung
Die Art lebt im östlichen New South Wales und im südöstlichen Queensland. Sie hält sich im Flachland und in Gebirgen bis 1500 Meter Höhe auf. Die Größe des Verbreitungsgebiets wird auf 1500 km² geschätzt. Die Exemplare bewohnen felsige Landschaften mit Regenwäldern, Eukalyptuswäldern, Wäldern mit Hartlaubvegetation sowie Savannen.

## Lebensweise
Die Langohr-Lappenfledermaus ruht in Höhlen, Felsspalten, Bergwerksstollen und verlassenen Nestern von Schwalben der Gattung Petrochelidon. Weibchen bilden vor der Geburt der Nachkommen eigene Kolonien mit 40 bis 60 Mitgliedern und bringen im Dezember ein oder zwei Jungtiere zur Welt.
Obwohl Winterschlaf in der kalten Jahreszeit vermutet wird, konnte dieser noch nicht bestätigt werden. Die Jagd auf verschiedene Insekten findet zwischen Abend- und Morgendämmerung statt. Sie fliegen dabei entlang der Waldkanten oder über Schneisen, die Wasserläufen folgen, etwa in 6 bis 10 Meter Höhe. Manchmal teilt die Art ihr Versteck mit der Troughton-Waldfledermaus (Vespadelus troughtoni). Während der Paarungszeit schwellen die Drüsen unter den Ohren an. Welche Funktion das milchige Sekret hat, ist noch nicht bekannt. Die Nachkommen werden etwa einen Monat gesäugt. Manche Weibchen hatten nach einem Jahr einen eigenen Wurf.

## Gefährdung
Diese Fledermaus wird durch Beeinträchtigungen an den Ruheplätzen und Etablierung von Kohle-Bergbau bedroht. Einige Exemplare fallen Haustieren zum Opfer. Schätzungsweise starben 30 Prozent der Population während der Buschbrände in den Jahren 2019 und 2020. Die IUCN listet die Langohr-Lappenfledermaus als gefährdet (vulnerable).